# Dasychoproctis nigrostrigata
Dasychoproctis nigrostrigata är en fjärilsart som beskrevs av Bethune-Baker 1904. Dasychoproctis nigrostrigata ingår i släktet Dasychoproctis och familjen tofsspinnare. Inga underarter finns listade i Catalogue of Life.